# Sveti gral
Sveti gral (lat. Lapsit exillis) je sveti predmet koji se spominje u literaturi i kršćanskoj tradiciji. Odnosi se na kalež iz kojega je Isus pio za vrijeme Posljednje večere. Postoji vjerovanje da sveti gral ima čudotvorne moći.
Dio je legende o Kralju Arthuru koja se javlja krajem 12. stoljeća u različitim oblicima u srednjovjekovnoj književnosti. Legenda o gralu dio je povijesti, književnosti i mit. Vjerovanje u taj tajanstveni sveti predmet postoji i danas u nekim krugovima. Kontroverzni roman "Da Vincijev kod" Dana Browna opisuje fikciju o svetom gralu.

## Podrijetlo legende o gralu
Prema vjerovanju, gral se poistovjećuje s kaležom iz kojeg je Isus pio na Posljednjoj večeri i u kojeg je Josip iz Arimateje sakupio Kristovu krv. Taj je kalež sveti Petar odnio u Rim gdje su ga tijekom dva stoljeća pape koristili kao svoj kalež. U 3. stoljeću sveti Laurencije je za vrijeme kršćanskog progona prenio kalež u Španjolsku, na imanje svojih roditelja u Huesci. Kada su muslimanski Mauri 711. godine upali u Španjolsku i godinu dana poslije osvojili i Huescu, kršćani su sveti pehar prvo sakrili u jednu pećinu u brdima, da bi nakon brojnih premještanja sveta relikvija pronašla utočište u samostanu San Juan de la Pena.
Godine 1399. na zahtjev protupape Benedikta XIII., relikvija je premještena u kapelu palače u Zaragozi, a potom je smještena u Barcelonu. Kasnije je kalež prebačen u Valenciju, gdje je više od petsto godina bio štovan pod imenom Santo Caliz. U ljeto 2006. papa Benedikt XVI. došao je u Valenciju povodom Svjetskog susreta obitelji i zatražio da mu se pokaže sveti kalež te je u obraćanju građanima Valencije potvrdio status relikvije.
Njemački stručnjak za srednji vijek profesor Hans-Wilhelm Schäfer iščitao je na kaležu riječi upisane kufijskim slovima kakva su korištena i u kršćanskoj Španjolskoj u 8. i 9. stoljeću - Al-labsit as-sillis, što se dovodi u izravnu vezu s izrazom lapsit exillis. Arheolozi su uvjereni da je pehar nastao u 1. stoljeću pr. Kr. u Siriji, ali iako potječe iz tog vremena, nemoguće je, dakako, dokazati da je Isus pio iz njega na Posljednjoj večeri.

## Gral u književnosti i razvoj legende
Mit o svetom gralu pojavio se u doba Križarskih ratova. Najstarije sačuvano književno djelo o gralu je Percival Francuza Chrétiena de Troyesa, napisano 1180. godine, koji je kao izvor za svoju priču naveo knjigu koju je pronašao u knjižnici svog mecene Filipa Flandrijskog. Postojanje tog izvornika potvrdio je i Wolfram von Eschenbach kada je oko 1200. napisao Parzival, svoju verziju legende o gralu.
Prema priči, mladi vitez i pustolov Percival naišao je u šumovitim brdima Pireneja staroga plemića koji je lovio ribu.  Plemić ga je ugostio u svom dvorcu, gdje je Percival nazočio prolasku svečane procesije koja je nosila gral. Chrétien ga je opisao kao posudu od zlata s dragim kamenjem, a Wolfram ga naziva kamen, u značenju posude od kamena. Poslije mnogo godina lutanja, Percival je doznao istinu o gralu. Kralj je u jednoj borbi smrtno ranjen od strane nevjernika, ali nije mogao umrijeti sve dok nekome ne prenese svoju tajnu. Tada je Percival shvatio da je pozvan služiti gralu.
Priča je odražavala najviše viteške ideale i postigla velik uspjeh na srednjovjekovnim dvorovima te potakla i druge autore da je opišu na svoj način. Poslije je legenda o gralu dovedena u vezu s legendom o kralju Arthuru i vitezovima okruglog stola.